# 何尊
何尊，西周早期青銅酒器，是一位名叫“何”的宗室贵族祭祀所用的尊，作於周成王五年，是西周已知最早的有明確紀年的青铜器。1963年出土於陕西省宝鸡市贾村，現藏寶雞青銅器博物院。何尊是中華人民共和國國家一級文物，首批禁止出國（境）展覽文物之一。内底有铭文122字，為研究西周初年的历史提供了史料。何尊是“中国”一詞已知的最早出处。从何尊的铭文得知，最初的“中国”是指“洛阳”，因为铭文中“宅于成周”和“宅兹中国”所表达的是一个意思，“成周”指的就是“洛阳”，所以“中国”也指的是“洛阳”。

## 历史背景
武王克商后，商代贵族残余以及东夷、南夷对新建立的周王朝仍构成巨大的威胁。针对这个问题，武王选择当时“天下的中心”（即铭文中所谓“中国”）营造新邑作为镇抚东方和南方的战略基地。这在西周初年是非常重大的事件。何尊的铸造时间是西周成王第五年。

## 出土过程

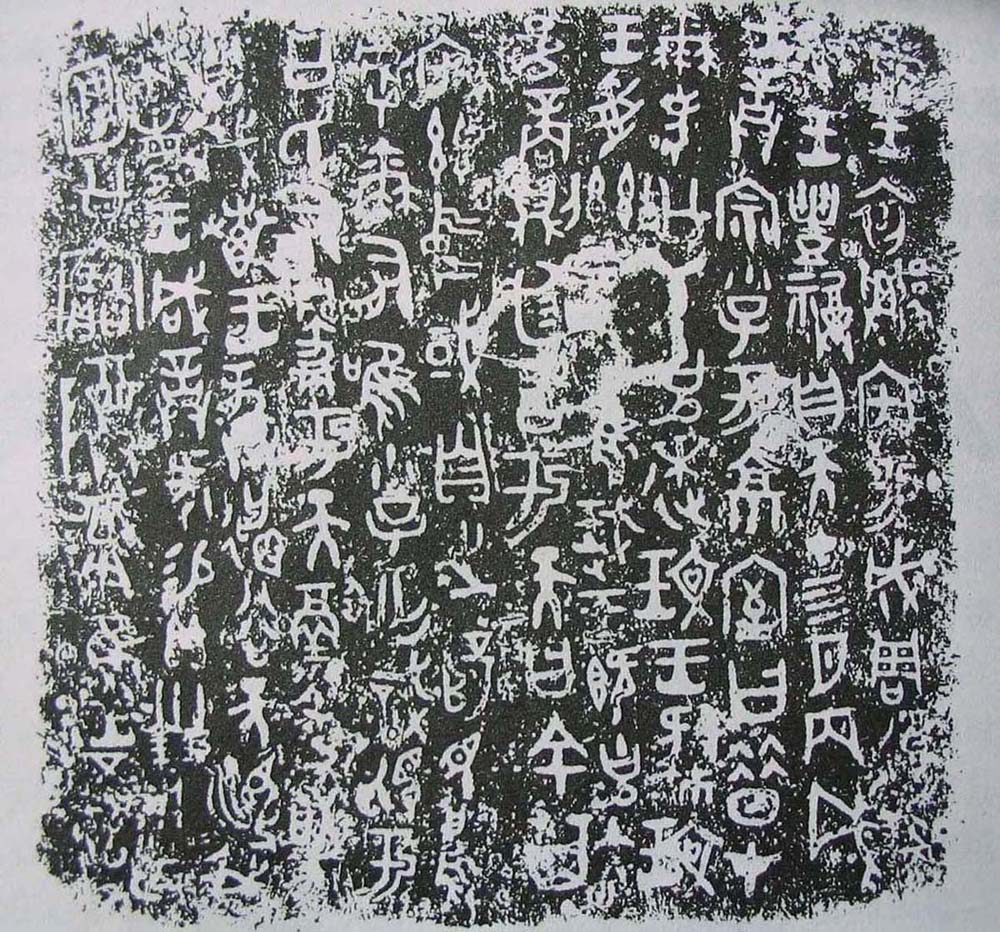
何尊铭文

何尊的出土地點在宝鸡市东北郊的贾村，這里常有西周文物出土。贾村镇西街的一戶陈姓人家，常年在屋后三米高的断崖崖根取土，斷崖上面未取土處逐漸突出。1963年的一天，陈家老二為防止上方土块掉落傷人，用镢头挖鏟時意外發現了一件古铜器。陈家人不知其價值，在清理干净泥土之後，用于裝盛粮食。1965年8月，因经济拮据，陈家將銅器卖给宝鸡市的一家废品收购站。同年9月，宝鸡市博物馆的职工在废品收购站將其發現并搶救運回博物館。最初称为“饕餮纹青铜尊”。1975年在北京展出时，故宫博物院的唐兰（一说马承源）发现内胆底部有铭文122字，成為國寶級文物。

## 形制
何尊圆口方体，长颈，腹微鼓，高圈足，通高38.8厘米，口径28.8厘米，底部长20.2厘米，宽19.8厘米，总重14.6公斤。体侧装饰有四道镂空棱脊，以细雷纹为地，高浮雕，口沿下饰蕉叶纹，颈饰蚕纹图案，圈足处也饰有兽面纹。整体造型雄奇，工艺精美。

## 銘文
何尊内底铸铭文12行、122字，因底部破孔，残损3字，现存119字。铭文记述成王继承武王遗志，营建东都成周之事，可与《書經·召诰》、《逸周书·度邑》等古文献相互印證，具有非常重要的史料价值。
原文：唯王初迁宅于成周，复禀武王礼福自天。在四月丙戌，王诰宗小子于京室曰：“昔在尔考公氏，克逑文王，肆文王受兹大命。唯武王既克大邑商，则廷告于天曰：‘余其宅兹中国，自之乂民。’呜呼！尔有唯小子亡识，视于公氏，有庸于天，徹命敬享哉！”唯王恭德裕天，临我不敏。王咸诰何，赐贝卅朋，用作□公宝尊彝。惟王五祀。
铭文记载了西周成王营建“成周”洛邑（今河南洛阳附近），在京室对宗小子的一次诰命。銘文大意是成王五年四月，开始在成周營建都城洛邑，對武王行祼祭之禮。丙戌日，成王在京宫大室對同族何進行訓誥說：“昔在尔考公氏，克逑文王，肆文王受兹大命。唯武王既克大邑商，则廷告于天曰：‘余其宅兹中国，自之乂民。’”（今译：“你的先父公氏追随文王，後文王受天命，武王克商後告祭於天，說：‘余入住天下中心，治理民众。’”）成王將贝币30朋賞賜給何，何因此作尊以紀念。